# 中天国
中天国，是指1949年在洛阳，由九宫道首领郭永祥（亦称郭老九）为首图谋成立的一个秘密结社政权。

## 概述
1948年10月，洛阳九宫道总坛主郭永祥纠集道徒成立了“南玄天总队”，至1949年3月，先后两次策划组织暴动，均于事先被公安机关侦破，几名骨干分子被逮捕，郭永祥逃往西安。1949年5月，陷于绝境的国民党西安绥靖公署主任胡宗南委任郭永祥为“河南省人民自卫剿匪总队长”（亦称“河南白龙军”），派回洛阳组织暴动。郭永祥于5月中旬奉命潜入洛阳，召集道首和骨干分子聚会谋划，并且积极准备。他们建立了暴乱组织，将道徒组成了6个大队，委任王景堂为总队副，吕金河、彭俊长、袁高贤、张宝通、苗银水等人为大队长。他们密谋策划于5月17日暴动，攻打洛阳市、县党委和政府，杀害出席市、县党代会的干部，占据洛阳，建立“中天国”。其具体计划是：暴动之日，各路负责人带领所属道徒于日暮时分进城，混入各戏院伪装看戏，待戏散场之机，以拍肩为号，立即按照计划分头行动，袭击市、县党委和政府机关，攻击警备指挥所搜集武器，攻打监狱劫出前两次暴动中被捕的道首，抢劫银行。为策应洛阳的行动，伊川县九宫道也同时发起暴动。郭永祥等还以欺骗为手段，要道徒参加暴动，宣称“三期末劫到了，真龙天子要出现了”，“天下是九宫道的了”，“打开洛阳城，有吃有穿，享尽人间荣华富贵”，“活着可以做官，死后可以升天堂”，“进城以后凭法术，枪炮不响” ，“谁要不去，满门剿灭”。到5月17日那天，时至傍晚，暴徒们陆续进城，晚八九点钟，头戴白巾、腰束白带、手持凶器的暴徒一部分包围了中华戏院，一部分混进国民舞台戏院，待机行动。但随后被人民政府及时发现，捉捕了暴乱骨干分子，防止了事态的发展。与此同时，17日夜间，潜伏在伊川县水寨区袁庄、柏树沟、磨凹、东牛庄、杨营、南寨、窑底等8个村的另一伙大约300余名道徒，等到后半夜还没见洛阳有什么动静，感到情况不妙，遂自行发起暴动，手持长矛短剑、推着土炮，以“中州聚会，道里成功”为口号，发动暴乱，杀害洛阳专署公安处驻村公安干部3人、乡干部3人，抢劫枪支24支，后正在破庙中吃饭准备天亮进攻洛阳时，被赶来的解放军和当地政府武装全部剿灭。
1949年6月6日、7月12日洛阳市人民法院在洛阳市东北运动场举行公开宣判大会，洛阳九宫道武装暴动首要分子彭俊长（代理总队长）、杨辰兴（大队长）、吕法道（代理副总队长）、李见升（副大队长）、王文俊（大队长）、焦中林（副大队长）判处死刑，立即枪决 。50多人判处有期徒刑。基本摧毁了洛阳九宫道反动组织。